# Tôn Kế Tông
Tôn Kế Tông (tiếng Trung: 孙继宗; 1395-1479), tự là Quang Phụ, đại thần triều Minh trong lịch sử Trung Quốc.

## Tiểu sử
Ông là người Trâu Bình, Sơn Đông. Cha ông là Vĩnh Thành huyện chủ bộ Tôn Trung (孙忠), sau tặng tước Hội Xương bá (會昌伯), rồi Thái bảo, lại cải tước An Quốc công (安國公). Ông là anh trai của Hiếu Cung Chương Hoàng hậu, đồng thời là cậu ruột của Minh Anh Tông.

## Sự nghiệp
Năm đầu Tuyên Đức, được phong làm tiền vệ chỉ huy sứ phủ quân, sau được cải thành cẩm y vệ.
Dưới thời Cảnh Thái, được phong làm đô chỉ huy thiêm sự, tập ấm Hội Xương Bá.
Sau khi Minh Anh Tông phục vị, ông chiếm được cửa thành và lập công, được phong là Hội Xương Hầu. Năm 1461, Tào Khâm bị Anh Tông tìm cớ khiển trách. Ngay sau đó, ngày 6 tháng Tám (âm lịch), vua ban chiếu xuống thủ dụ các võ quan phải nên trung thành với hoàng đế. Tào Khâm cho rằng đây là một mối đe dọa đối với mình và quyết định làm binh biến. Sau đó âm mưu binh biến của Tào Khâm bị phát giác, Minh Anh Tông lệnh cho Lý Hiền, Mã Ngang, Tông Thang, Tôn Kế Tông,... vây bắt Tào Khâm. Tôn Thang lĩnh quân giao chiến với Tào Khâm ở cổng Đông Hoa, Mã Ngang dẫn quân tập kích phía sau. Tào Khâm bèn lui về lập trại ở cổng Đông An. Đến giữa trưa, quân triều giết hai em của Tào Khâm là Tào Huyễn, Tào Tuyền, chém Tào Khâm bị thương ở cả hai cánh tay; giành lại được phía đông bắc cửa Đông; lại dùng đến hỏa pháo để chống lại phản quân. Tào Khâm tìm đường chạy qua cổng Triều Dương để mong thoát khỏi thành Bắc Kinh, cũng bị đuổi theo sát gót; em Khâm là Tào Đạc cũng bị giết.
Tào Khâm chạy lòng vòng qua các cổng An Định và Đông Trực ở phía bắc thành rồi lại trở lại cổng Triều Dương, tất cả các cổng đều đóng chặt. Khâm bèn lui về cố thủ tại phủ đệ ở Bắc Kinh. Tôn Thang cùng Tôn Kế Tông đem quân xông vào nhà, Tào Khâm bèn nhảy xuống giếng tự sát. Quân triều vớt xác Khâm lên, sau đó chặt ra thành từng khúc
Ông mất năm Thành Hóa thứ 15 (1479), thọ 85 tuổi, truy tặng Tân Quốc công, hậu tự là Dung Hương.